# Kerry blue terrier
Kerry blue terrier – jedna z ras psów należąca do grupy terierów, zaklasyfikowana do sekcji terierów wysokonożnych. Typ wilkowaty. Nie podlega próbom pracy.

## Rys historyczny
Kerry blue terier występuje w Wielkiej Brytanii od stuleci, jednakże z powodu jego początków jako psa na szczury oraz jako wszechstronnego psa zagrodowego, niewiele można znaleźć informacji o tej rasie sprzed XX wieku. Pierwsza wzmianka w literaturze pochodzi z 1847 roku, autor opisuje psa maści niebieskawo-ciemnoszarej, poznaczonego ciemniejszymi plamami i łatkami, często z podpaleniem na kufie i łapach. Czarnoniebieski irlandzki terier przeważał w hrabstwie Kerry, ale hodowano go również w innych hrabstwach. Po raz pierwszy kerry blue pojawił się na wystawach w 1913 roku, a w 1920 powstał Dublin Blue Terier Club. Kerry blue terier zaczął cieszyć się popularnością wśród irlandzkich patriotów jako rodzaj maskotki, w takim tempie, że w krótkim czasie powstały cztery kluby promujące tę rasę. Pomiędzy 1922 a 1924 rokiem kluby te zorganizowały nie mniej niż sześć wystaw i sześć prób polowych. W 1924 roku rasę tę wpisano oficjalnie do rejestrów Amerykańskiego Związku Kynologicznego.

## Wygląd
Według standardu ustalonego przez FCI, typowy kerry blue terrier powinien być mocny, zwarty o proporcjonalnej budowie, dobrze rozwiniętym, muskularnym ciele. 

### Budowa

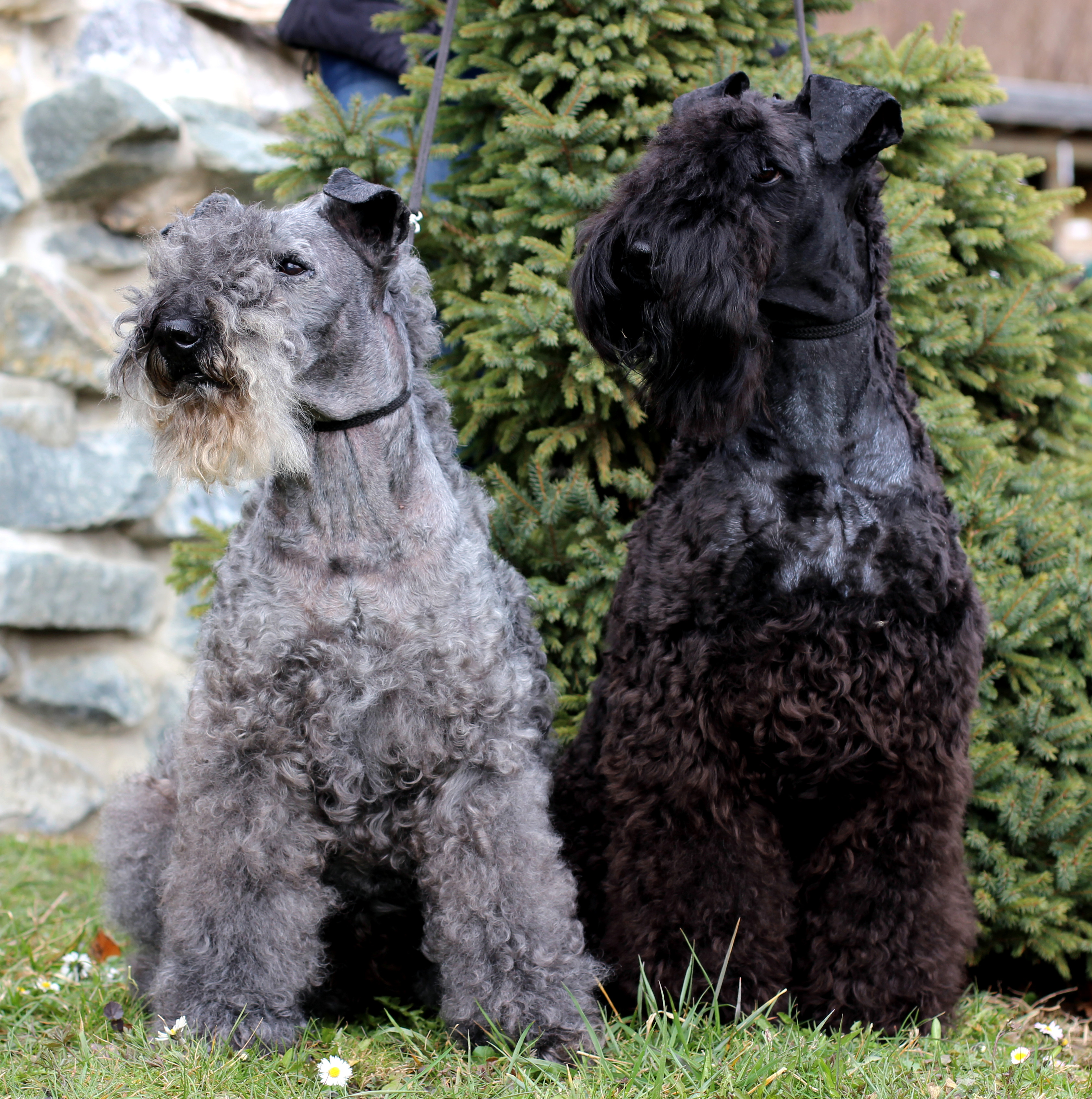
Kerry blue terriery

Wzorzec tej rasy przedstawia budowę poszczególnych części ciała następująco:
- Głowa – mocna, dobrze zrównoważona, z obfitą sierścią. Kufa powinna być średniej długości. Psy powinny mieć głowę silniejszą i umięśnioną bardziej niż suka.
  - krawędź czołowa: bardzo lekko zaznaczona
  - nos: czarny, nozdrza duże i szerokie
  - zęby: równe i białe, zgryz nożycowy, dziąsła i podniebienie ciemne
  - szczeki: mocne i muskularne, o mocnym uchwycie
  - oczy: ciemne lub ciemnobrązowe, średnie, o bystrym wyrazie
  - uszy: cienkie, nieduże, noszone z przodu wyrażające bystry, ostry wyraz teriera

- Szyja – o dobrych proporcjach, dobrze osadzona i umiarkowanie długa
  - łopatki: płaskie, ustawione ukośnie, zwarte
  - klatka piersiowa: głęboka, o umiarkowanej szerokości, żebra dobrze wysklepione
  - grzbiet: średniej długości, poziomy, nie uniesiony ponad lędźwiami
  - ogon: cienki, dobrze osadzony, noszony wesoło i prosto do góry

- Kończyny:
  - przednie: z przodu proste, o mocnym kośćcu
  - tylne: dobrze rozwinięte, muskularne uda, mocne stawy skokowe, pewne
  - łapy: zwarte, nocne i okrągłe, pazury czarne

Cechami niepożądanymi według wzorca kerry blue terriera są:
- głowa: cieliste dziąsła
- tyłozgryz
- oczy: żółte lub wyłupiaste
- przedpiersie: wąska pierś
- grzbiet: karpiowaty lub łękowaty
- kończyny: łokcie odstające, pazury białe lub koloru kości
- wilcze pazury lub ślady po usunięciu
- chody: ciasna, krowia lub sztywna akcja tylnych kończyn
- szata: twarda, szorstka lub szczeciniasta
- maść: jakikolwiek inny kolor niż niebieski, z wyjątkiem wyżej wymienionych odstępstw

### Szata i umaszczenie
Szczenięta psów tej rasy rodzą się czarne, lecz z wiekiem nabierają charakterystycznej, niebieskoszarej barwy. Sierść jest miękka, obfita i falista, wymagająca strzyżenia. Dopuszczalne umaszczenie to wszelkie odcienie niebieskiego z czarnym nalotem lub bez. Czarne, jak i rude naloty  dopuszczalne są wyłącznie do 18 miesiąca życia.

## Użytkowość
Podobnie jak airedale terrier, kerry blue terrier był wykorzystywany wszechstronnie. Polował na wydry w głębokiej wodzie, służył jako szczurołap oraz pies stróżujący. W Irlandii używany jako pies policyjny. Dobrze radzi sobie w agility z powodu swojej zwinności. Sprawdza się także w terapii chorych.

### Zachowanie i charakter
Żywe, inteligentne i chętne do zabawy, akceptują dzieci. Przywiązują się do jednego właściciela, który musi wykazywać konsekwentne i stanowcze podejście do psów tej rasy, jednak bez stosowania fizycznych środków przymusu. W kontaktach z innymi zwierzętami potrafią być agresywne i trzeba uczyć kerry blue terriera poprawnego zachowania i wcześnie je socjalizować.